# Brlog (gmina Sodražica)
Brlog – wieś w Słowenii, w gminie Sodražica, druga część wsi leży w gminie Velike Lašče. W 2018 roku liczyła 1 mieszkańca.